# Condequinto (métro de Séville)
Condequinto est une station de la ligne 1 du métro de Séville. Elle est située au-dessus de la rue de la Voie appienne, dans le quartier de Quinto, à Dos Hermanas, en Andalousie.

## Situation sur le réseau

Plan du réseau.

Établie en aérien, Condequinto est une station de passage de la ligne 1. Elle est située en zone tarifaire 2, après Pablo de Olavide, en direction du terminus est de Ciudad Expo, et avant Montequinto, en direction du terminus sud-ouest d'Olivar de Quintos.
Elle comprend les deux voies de la ligne, encadrant un quai central équipé de portes palières.

## Histoire
La station ouvre au public le 2 avril 2009, lors de la mise en service de la ligne, dont elle constitue alors le terminus sud-est.

## Services aux voyageurs

### Accès et accueil
La station est constituée d'un bâtiment vitré surélevé par des piliers en béton établi entre les voies routières. L'accès s'effectue de chaque côté par un escalier et une rampe, situés au niveau de la rue de l'Historien Juan Manzano au nord et de la rue San José de Calasanz au sud, reliés à la station par une passerelle piétonne. 

### Desserte
Condequinto est desservie par les rames CAF Urbos II qui circulent sur la ligne 1.

### Intermodalité
La station est en correspondance avec les lignes d'autobus interurbains M-123, M-130, M-133 et M-221 du consortium des transports métropolitains de l'aire de Séville (CTMAS).